# Premi de Periodisme Francisco Cerecedo
El Premi de Periodisme Francisco Cerecedo és un guardó periodístic que convoca l'Associació de Periodistes Europeus a Espanya per a guardonar aquelles persones que s'han distingit especialment pel seu treball periodístic o de divulgació, especialment aquells que realitzin treballs originals i evitin la pressió dels poders públics en defensa de la llibertat d'expressió. El guardó duu el nom del periodista gallec Francisco Cerecedo, mort el 1977. El premi es convoca anualment des de 1983.

## Guardonats
- 1983: Rafael Sánchez Ferlosio.[1]
- 1984: Javier Pradera.
- 1985: José-Antonio Novais Tomé.
- 1986: Nativel Preciado.
- 1987: Juan Cueto Alas.
- 1988: No es convocà
- 1989: Raúl del Pozo.
- 1990: Maruja Torres.
- 1991: Chumy Chúmez.
- 1992: Eduardo Haro Tecglen.
- 1993: El Roto.
- 1994: Manuel Vicent.
- 1995: Francisco Umbral.
- 1996: Carmen Rico Godoy
- 1997: Fernando Savater.
- 1998: Jon Juaristi.
- 1999: Adam Michnik
- 2000: Arcadi Espada.
- 2001: Walter Haubrich.
- 2002: Soledad Alameda.
- 2003: Iñaki Gabilondo.
- 2004: Antonio Tabucchi
- 2005: Juan José Millás.
- 2006: Sylvain Cypel.
- 2007: Soledad Gallego-Díaz.
- 2008: Barbara Probst Solomon.
- 2009: Enric González.[2]
- 2010: Pepa Bueno.[3]
- 2011: Miguel Mora Díaz[4]
- 2012: Michael Ignatieff[5]
- 2013: Xavier Vidal-Folch.[6]
- 2014: José Antonio Zarzalejos[7]
- 2015: Félix de Azúa[8]
- 2016: Claudio Magris[9]
- 2017: Florencio Domínguez Iribarren[10]
- 2018: Rubén Amón[11]
- 2019: Javier Cercas
- 2020: Vicente Vallés
- 2021: Anne Applebaum
- 2022: Pilar Bonet